# Орс (город)
Орс (дат. Aars) — город в Дании на полуострове Иммерлан, являющийся центром коммуны Вестиммерланн в регионе Северная Ютландия. Город был основан в XIV веке.

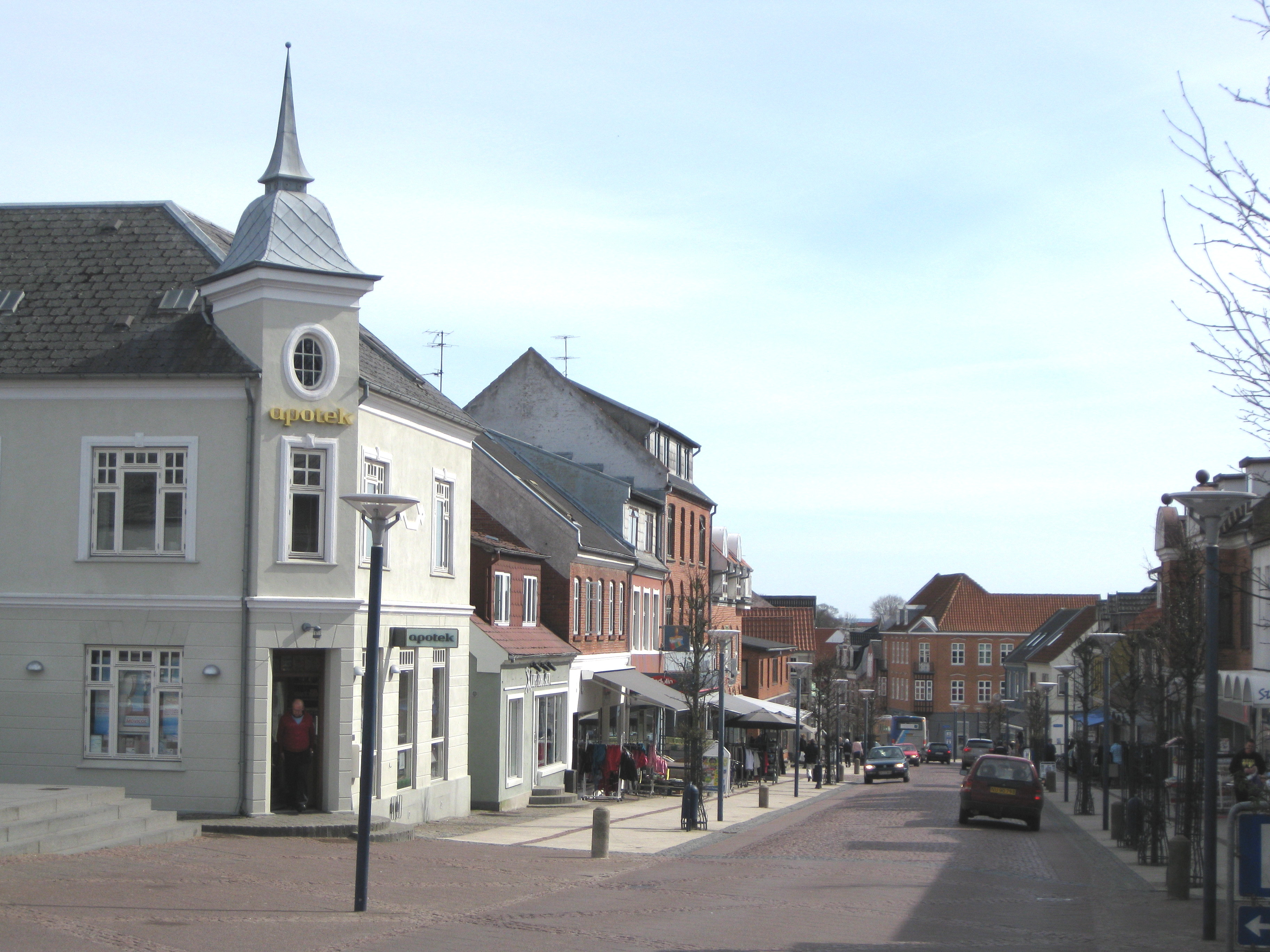
Центральная улица Орса

## История

### Этимология
Впервые упоминается в 1345 году. Согласно исследованию Свен Окьяра название происходит от старонорвежского árr или ármadr (в староанглийском Ar), что означает ярл. По другому объяснению название приосходит от имени человека Aar / Ar.

### Камень Орса
В церкви Орса находится рунный камень со следующей надписью: «(спереди) Ассер заложил этот камень вслед за своим лордом Валтоком, (сзади) предначертано, что этот камень будет стоять здесь долгое время, следует упомянуть про Валтока». Полное имя Валтока было Валток Гормссон, но его также звали Ток Гормссон, он был сыном Горма Старого. Он умер в битве при Фирисвеллире, и камень был поднят близ Орса, потому что он был ярлом Вендсиссела, который находится недалеко, но как он оказался в Орсе неизвестно.

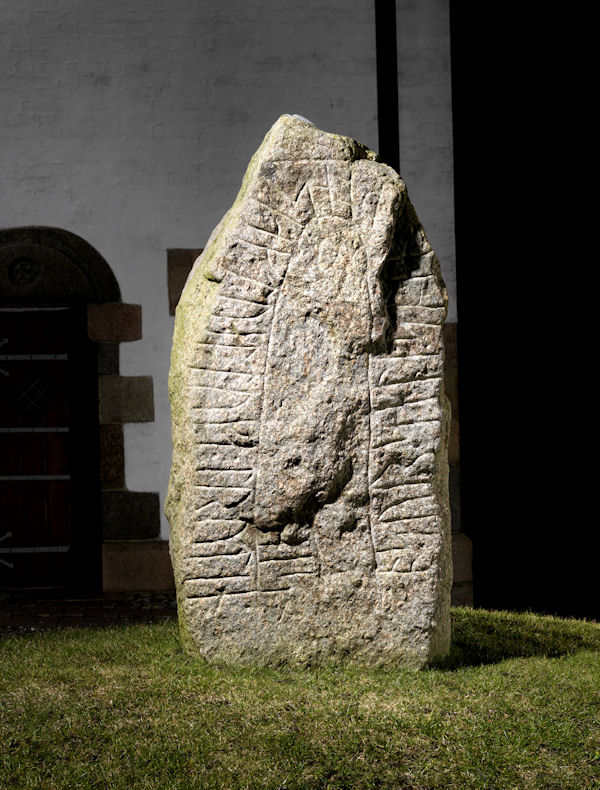
Aars stone

### Сотня Орса

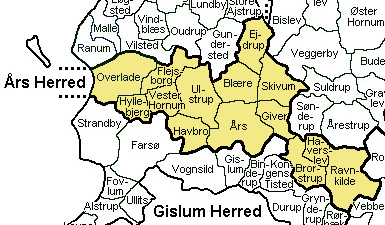
Желтым обозначена сотня Орса

Сотня — форма организации округа. Уже в 1345 году существовала сотня Орса, произошедшая, как считается, из сотен Горнума и Слета. С 1660 года она являлась частью округа Ольборг.

### Железнодорожная станция Орса
В конце XVIII века здесь появилась почта. В 1875 года в приходе Орса было 782 прихожан. В 1893 году в городе появилась железнодорожная станция на пути их Хобро в Лёгстёр через Ольструп. Железнодорожная линия Ольборг — Альпзунд была закрыта в 1969 году.

### Коммуна Орс
Коммуна Орс появилась в 1970 году в ходе административной реформы, преобразовавшей приходы в коммуны, и Орс стал центральным городом новообразованной коммуны. Коммуна занимала площадь 223 квадратных километра и имела численность населения 13284 человека в 2005 году.

### Археологические раскопки
Строительство нового автомобильного обвода привело к открытию зданий 4000-летней давности. Археологи из Вестиммерландского музея Орса открыли дома. Открытия указывают, что эта область была населена в течение нескольких тысяч лет. Они нашли остатки ещё большого количества домов. Предполагается, что пять из них существовали одновременно. Найдены следы плуга(дат. ard). В домах был найден янтарь, керамика, кремниевые изделия, горный и могильный топоры.

## Достопримечательности
Среди достопримечательностей города водонапорная башня, кинотеатр, музей, церковь и концертный зал.

### Церковь Орса

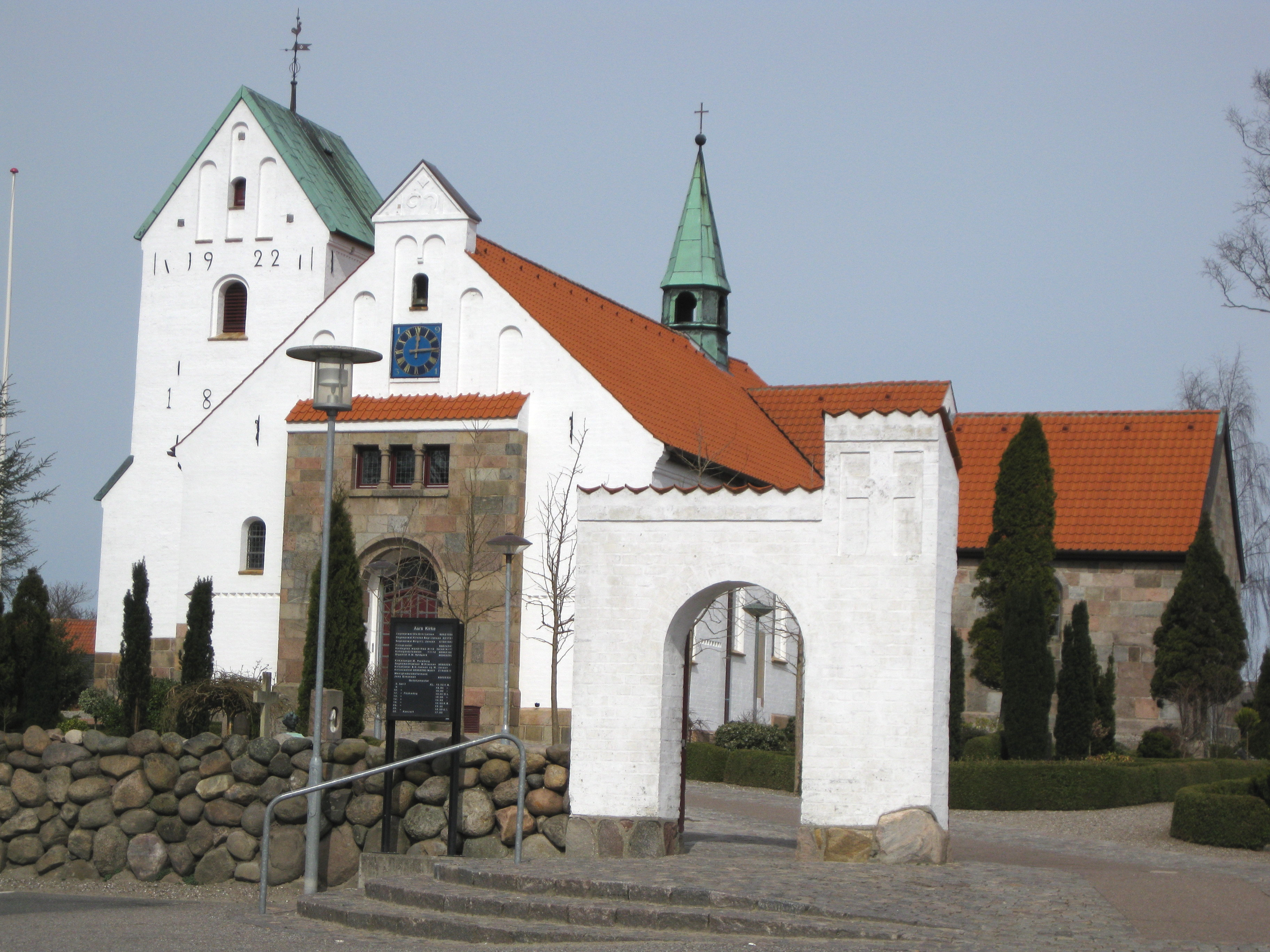
Церковь Орса

Церковь Орса является лютеранской церковью средневекового прихода. Изначальное романское здание было перестроено в 1921 году. Древнейшая часть церкви датируется 1200 годом.

### Музей
Орс известен как место нахождение Вестиммерландского музея, который осуществляет выставки, связанные с культурной историей региона и искусством. Создание музея было инициировано Йоханнесом В. Йенсеном в 1920 году, и здание было построено в 1935 году. В 1999 появились новые здания музея, созданные архъитектором Йенсеном Бертелсеном и художником Пэром Киркеби, работы которого были выставлены.

## Фестиваль
В Орсе проводится каждый год, начиная с 1946, фестиваль кимвров(дат. Kimbrerfesten).

## СМИ
В Орсе издается региональная газета газета Орса (дат. Aars Avis), в которой пишется о событиях, происходящих в Вестиммерланне. Первый номер вышел в 1927 году.